# Саидов, Абдусаттор Самадович
Абдусаттор Самадович Саидов (род. 1 апреля 1961, кишлак Пахтакор, Восейский район, Таджикская ССР) — советский и таджикский учёный, доктор биологических наук (2012), член-корреспондент АН Республики Таджикистан. Председатель Отделения биологических и медицинских наук АН Республики Таджикистан, вице-президент Академии наук Республики Таджикистан (с 2017), главный учёный секретарь АН Республики Таджикистан (2014—2017), директор Института зоологии и паразитологии имени академика Е. Н. Павловского (2003—2015).

## Биография
Абдусаттор Самадович Саидов родился 1 апреля 1961 года в кишлаке Пахтакор, Восейский район, Таджикская ССР (ныне в составе Хатлонской области Республики Таджикистан).
Выпускник биологического факультета Ленинабадского государственного педагогического института имени С. М. Кирова (1983).
Аспирант Института зоологии и паразитологии имени академика Е. Н. Павловского Академии наук Республики Таджикистан (1986—1990), одновременно младший научный сотрудник (1988—1995), научный сотрудник (1995—1997), учёный секретарь (1997—2002), заместитель директора по научной работе Института зоологии и паразитологии имени академика Е. Н. Павловского АН Республики Таджикистан (2002—2003).
Директор Института зоологии и паразитологии имени академика Е. Н. Павловского АН Республики Таджикистан (2003—2015).
Главный учёный секретарь Академии наук Республики Таджикистан (2014—2017).
Доктор биологических наук (2012), член-корреспондент Академия наук Республики Таджикистан, вице-президент АН Республики Таджикистан, председатель Отделения биологических и медицинских наук АН Республики Таджикистан (с марта 2017).

## Участие в научных советах, редколлегиях научных журналов, международных конгрессах, конференциях, семинарах и совещаниях
- ответственный редактор Красной книги Республики Таджикистан (второе издание, 2015 и 2017 гг.)[к. 3],
- главный редактор журнала «Известия Академии наук Республики Таджикистан. Отделение биологических и медицинских наук» (с 2017),
- член редколлегии журнала «Доклады АН Академии наук Республики Таджикистан» (с 2017),
- член диссертационного совета по специальностям «физиология», «биохимия растений», «ботаника», «зоология» и «физиология» Высшей аттестационной комиссии при Президенте Республики Таджикистан (с 2017),
- член научного совета МААН по охране интеллектуальной собственности и передачи технологий,
- участник 5-го съезда Всесоюзного териологического общества АН СССР (1990),
- участник Зоологической конференции «Фауна и животный мир Таджикистана», вопросы экологии, охраны и рационального использования (ТГНУ, Душанбе, 1998),
- участник Второй Международной научной конференции «Экологические особенности биологического разнообразия» (Душанбе, 2002),
- участник «Первый национальный семинар по определению стратегических направлений сохранение биоразнообразия в Республике Таджикистан» (Душанбе, 2002)[1].

Тезисы конференции
- Саидов А. С. Грызуны природных и антропогенных биотопов Южного Таджикистана // Тез. докл. 5-го съезда Всесоюзного териологического общества АН СССР. М., 1990. Т. 2. — С. 252—253.
- Давыдов Г. С., Саидов А. С. Естественное расселение нутрии в Таджикистане // Тез. докл. 5-го съезда Всесоюзного териологического общества АН СССР. М., 1990. Т. 3. — С. 88.
- Saidov A. S. Population dynamics of the wild-living coypu (Myocastor coypus Molina, 1782) in Tajikistan // 6 th International conference Rodens and Spatium. Israel, 1998. p. 99.
- Саидов А. С. Фауногенетический анализ грызунов Южного Таджикистана // Тез. докл. зоол. конф. «Фауна и животный мир Таджикистана», вопросы экологии, охраны и рационального использования. ТГНУ. Душанбе, 1998. — С. 37.
- Саидов А. С. Воздействие антропогенных факторов на популяции сурков (Marmota) в Таджикистане // Тез. докладов Второй Международной научной конференции «Экологические особенности биологического разнообразия». Душанбе, 2002. — С. 135—137.
- Саидов А. С. К экологии афганской полевки (Microtus afghanus Thomas, 1912) в Таджикистане // Тез. докладов Второй Международной научной конференции «Экологические особенности биологического разнообразия». Душанбе, 2002. — С. 137—139.
- Саидов А. С., Манилова Е. А., Шахматов Г. Н., Кострикова О. Г. Экологические основы изучения клещевого возвратного тифа в Таджикистане // Тез. докладов Второй Международной научной конференции «Экологические особенности биологического разнообразия». Душанбе, 2002. С. 139—140.
- Гафуров А. К., Саидов А. С., Муминов Н. Н. Тенденции изменения биоразнообразия животных Таджикистана // Тез. докладов Второй Международной научной конференции «Экологические особенности биологического разнообразия». Душанбе, 2002. — С. 48—50.
- Саидов А. С., Муминов Н. Н. Некоторые аспекты изменения фауны Таджикистана под влиянием антропогенных факторов // Первый нац. семинар по определению стратег. направлений сохр. биоразнообразия в РТ. Душанбе, 2002. — С. 10.
- Saidov A. S. Modern state of Marmots populations in Tajikistan // IVth Marmot World Conference, abstracts-resumes, Montreux, Switzerland 15—17 IX 2002, «International Marmot Nerwork», pp. 114–115.
- Saidov A. S. Anthropogenic impact on landscape distribution of rodents of Tajikistan // Abstracts — 4th European Congress of mammalogy, Brno, Czech Republic, 27 July — 1 August 2003.
- Саидов А. С. Чужеродные и инвазивные виды фауны Таджикистана // Сб. тезисов «Вопросы биобезопасности и современной биотехнологии в Таджикистане». Душанбе, 2003. — С. 27—28.
- Saidov A. S. The alien fauna species of Tajikistan // Abstracts. Canadian Workshop ISTC. Moscow, 2004.
- Saidov A. S. Population structure of long-tailed marmot (Marmota caudata Geoffroy) on Pamir // Proceedings of fifth International conference on genus Marmota. Tashkent, Uzbekistan, 31 August to 2 September 2005. p. 104.
- Saidov A. S., Abdulnazarov A. G. The role of long-tailed marmot (Marmota caudata Geoffroy) on diet of predatory mammals and birds in Pamir // Proceedings of fifth International conference on genus Marmota. Tashkent, Uzbekistan, 31 August to 2 September 2005. p. 106.
- Saidov A. S. The alien fauna species of Tajikistan and the basic forms of their threats // 4th European Conference on Biological invasions. Vienna (Austria), 27-29 September 2006. Book of Abstracts. p. 229.
- Saidov A. S., Saidov N. Sh., Nakhshiniev B. R. 2008. Effect of some aspects of climate change on fauna of Tajikistan. Ninth International Conference on Dryland Development, Sustainable Development in the Drylands Meeting the Challenge of Global Climate Change, 7-10 November 2008, ALEXANDRIA, Egypt. Abstracts of oral presentations. p. 38—39.
- Баклушинская И. Ю., Романенко С. А., Сердюкова Н. А., Графодатский, А. С., Саидов А. С., Ляпунова Е. А. Хромосомная изменчивость слепушонок: новые формы и новые границы // Международное совещ. IX съезда Териологического общества при РАН "Териофауна России и сопредельных территорий. М., 2011. — С. 38.
- Саидов А. С., Набиев Л. С. О расселении серой крысы (Rattus norvegicus Berkenhout, 1769) Центральном и Юго-Западном Таджикистане // Международное совещ. IX съезда Териологического общества при РАН «Териофауна России и сопредельных территорий». М., 2011. — С. 422.[4].

## Награды и звания
- Медаль «20-летие Государственной независимости Республики Таджикистан» (2011),
- Лауреат Международной премии Организации по экономическому сотрудничеству (ЭКО) в области науки и технологии,
- Отличник образования Республики Таджикистан (2015)[1].

## Избранные сочинения и некоторые публикации
Автор более 120 научных работ, в том числе 5 монографий:
Книги
- Саидов А. С. Грызуны Юго-Западного Таджикистана (фауна, систематика, экология, ландшафтное размещение, воздействие антропогенных факторов, зоогеография, биоценотические связи, практическое значение) // Душанбе: Дониш, 2010. 222 с.[4].

Статьи
- Саидов А. С. Распространение и экология дикоживущей популяции нутрии (Myocastor coypus Molina, 1782) в долине реки Пяндж // Известия АН ТаджССР. Отд. биол. наук. 1989. № 4 (117). — С. 95—97.
- Саидов А. С. К экологии грызунов тугайных биоценозов рек Кызылсу и Яхсу (Южный Таджикистан) в связи с антропогенным воздействием // Доклады АН ТаджССР. 1990. Т. 33, № 10. — С. 698—701.
- Саидов А. С., Иззатуллаев З. Брюхоногие моллюски — обитатели нор грызунов Таджикистана // Доклады АН Республики Таджикистан. 1992. Т. 35, № 7-8. — С. 394—398.
- Саидов А. С. К экологии гребенщиковой песчанки — Meriones tamariscinus Pall., 1773 в Таджикистане // Известия АН Республики Таджикистан. Отд. биол. наук. 1993. № 4 (132). — С. 18—23.
- Саидов А. С. Ландшафтное размещение грызунов Юго-Западного Таджикистана с учётом антропогенных воздействий // Известия АН Республики Таджикистан. 2001. № 4 (145). — С. 91—105.
- Саидов А. С. К изучению афганской полевки — Microtus (Blanfordimmys) afghanus Thomas, 1912 в Юго-Западном Таджикистане // Известия АН РТ, Отд. биол. и мед. наук. 2005. № 1-2 (151). — С. 96—102.
- Саидов А. С. Современные формы воздействия антропогенных факторов на животный мир Таджикистана // Известия АН РТ. Отд. биол. и мед. наук. 2006. № 3. — C. 5—18.
- Саидов А. С. Млекопитающие (Mammalia) Памира: вопросы охраны и управления ресурсами // Известия АН РТ, Отд. биол. и мед. наук. 2008. № 3 (164). — С. 23—35.
- Ляпунова Е. А., Баклушинская И. Ю., Саидов А. С., Саидов К. Х. Динамика хромосомной изменчивости слепушонок Ellobius tancrei (Mammalia, Rodentia) в Памиро-Алае за период с 1982 по 2008 г. // Журн. Генетика животных. 2010. Т. 46. № 5, — С. 645—651.
- Саидов А. С. Фауногенетический анализ грызунов Таджикистана // Известия АН РТ. Отд. биол. и мед. наук. 2011. № 2 (175). — С. 34—41.
- Давыдов Г. С., Саидов А. С. К вопросу о дикоживущей популяции нутрии в Юго-Западном Таджикистане // Мат-лы респ. практичес. конф. «Охрана и рациональное использование животного мира. Организация и развитие природоохранных территорий». Душанбе, 1990. — С. 50—51.
- Saidov A. S. Population dynamics of the wild-living coypu (Myocastor coypus) in Tajikistan // Israel Jornal of Zoology, vol. 46, № 4, 2000. p. 385.
- Саидов А. С. Сравнительный фаунистический анализ грызунов пустынно-полупустынной зоны Южного Таджикистана и смежных субрегионов Турана // Мат-лы межд. научн. конф. «Экологические особенности биологического разнообразия в Республике Таджикистан и сопредельных территориях». Худжанд, 1998. — С. 53—54.
- Саидов А. С., Муминов Н. Н. Влияние антропогенных факторов на биологическое разнообразие животных в Таджикистане // Мат-лы научной конференции, посвященной 60-летию образования Института зоологии и паразитологии им. Е. Н. Павловского АН РТ. Душанбе, 2001. — С. 80—85.
- Саидов А. С., Манилова Е. А., Шахматов Г. Н., Кострикова О. Г. Грызуны — прокормители клещей орнитодорин — переносчиков возбудителей клещевого возвратного тифа в Таджикистане // Материалы научной конференции, посвященной 60-летию образования Института зоологии и паразитологии им. Е. Н. Павловского АН РТ. Душанбе, 2001. — С. 44—47.
- Саидов А. С. Сравнительный фаунистический анализ грызунов пустынно-полупустынной зоны Таджикистана и смежных субрегионов Турана // Мат-лы научной конференции «Фауна и экология животных Таджикистана», посвященной 90-летию академика М. Н. Нарзикулова. Душанбе, 2004. — С. 187—193.
- Муминов Н. Н., Саидов А. С., Амиркулов Х. Чужеродные виды фауны Таджикистана // Мат-лы научной конференции «Фауна и экология животных Таджикистана», посвященной 90-летию академика М. Н. Нарзикулова — Душанбе, 2004. — С. 14—27.
- Саидов А. С., Назарова О. Д., Рузиев В. Т. О расселении серой крысы (Rattus norvegicus Berkkenhout) в жилом секторе г. Душанбе // Мат-лы научной конференции «Фауна и экология животных Таджикистана», посвященной 90-летию академика М. Н. Нарзикулова. Душанбе, 2004. — С. 194—196.
- Саидов А. С. Влияние антропогенной трансформации ландшафта на пространственное размещение грызунов Таджикистана // В сб. «Фауна и экология животных Таджикистана», посвященный 15-летию Государственной независимости Республики Таджикистан. Душанбе: Дониш, 2006. — С. 50—51.
- Саидов А. С., Абдулназаров А. Г. Влияние потепления климата на фауну позвоночных животных высокогорных экосистем Таджикистана// Мат-лы 3-й республиканской конференции «Экологические особенности биологического разнообразия». Хорог, 2007. — С. 179—183.
- Saidov A. S. Wild Mammals of Pamir: Conservation and Management Issues // Global Change, Biodiversity and Livelihoods in Cold Desert Region of Asia. Bishen Singh Mahendra Pal Singh (India), 2011. p. 83—90.
- Саидов А. С. Особенности распространения грызунов Таджикистана в пределах среднеазиатской горной зоогеографической провинции // Мат-лы IV-ой международной научной конференции «Экологические особенности биологического разнообразия». Куляб, 2011. — С. 122—124.[1][4].

### Комментарии
1. ↑  В 2000 году защитил кандидатскую диссертацию на тему «Грызуны Юго-Западного Таджикистана Архивная копия от 8 мая 2019 на Wayback Machine», получил диплом кандидата биологических наук Высшей аттестационной комиссии Российской Федерации.
2. ↑  В 2012 году успешно защитил диссертацию на соискание учёной степени доктора биологических наук на тему «Распространение, систематика, экология и практическое значение грызунов Таджикистана», получил диплом доктора биологических наук ВАК при Минобрнауки Российской Федерации.
3. ↑  Саидов А. С. является главным редактором раздела животных Красной книги Республики Таджикистан.
4. ↑  Опубликованные работы по вопросам систематики и экологии млекопитающих, редким и находящимся под угрозой исчезновения видов животных, чужеродным и инвазивным видам животных, влияния изменения климата на животных.